# Andy Shernoff
Andy Shernoff (Queens, 19 de abril de 1955) es un músico, compositor y productor discográfico estadounidense, reconocido principalmente por haber sido uno de los miembros fundadores de la banda de punk The Dictators. También ha participado en otros proyectos, como las bandas Manitoba's Wild Kingdom y The Master Plan, además de grabar algunos discos en calidad de solista.

## Discografía

### The Dictators
| Título                                           | Fecha de lanzamiento | Discográfica          |
| ------------------------------------------------ | -------------------- | --------------------- |
| The Dictators Go Girl Crazy!                     | 1975                 | Epic Records          |
| Manifest Destiny                                 | 1977                 | Asylum Records        |
| Bloodbrothers                                    | 1978                 | Asylum Records        |
| Fuck 'Em If They Can't Take a Joke               | 1981                 | ROIR                  |
| The Dictators Live, New York, New York           | 1998                 | ROIR                  |
| D.F.F.D.                                         | 2001                 | Dictators Multi/Media |
| Viva Dictators                                   | 2005                 | Dictators Multi/Media |
| Every Day Is Saturday                            | 2007                 | Norton Records        |
| Faster... Louder - The Dictators' Best 1975-2001 | 2014                 | Raven Records         |

### Manitoba's Wild Kingdom
| Título      | Fecha de lanzamiento | Discográfica |
| ----------- | -------------------- | ------------ |
| ...And You? | 1990                 | MCA Records  |

### The Master Plan
| Título              | Fecha de lanzamiento | Discográfica     |
| ------------------- | -------------------- | ---------------- |
| Colossus of Destiny | 2003                 | Total Energy     |
| Maximum Respect     | 2009                 | Nicotine Records |

### Como solista
| Título                                            | Fecha de lanzamiento | Discográfica                |
| ------------------------------------------------- | -------------------- | --------------------------- |
| Under Assistant West Coast Promo Man (7")         | 2011                 | Norton Records              |
| Are You Ready To Rapture b/w Make Me Tremble (7") | 2011                 | Yazoo Squelch Audio Society |
| Don't Fade Away (CD, EP)                          | 2013                 | Yazoo Squelch Audio Society |
| On The First Day Man Created God                  | 2014                 | Yazoo Squelch Audio Society |

### Como músico invitado
| Artista        | Título                  | Fecha de lanzamiento |
| -------------- | ----------------------- | -------------------- |
| Ramones        | Brain Drain             | 1989                 |
| The Fleshtones | Powerstance!            | 1991                 |
| Ramones        | Mondo Bizarro           | 1992                 |
| Joey Ramone    | Live at the Bottom Line | 1994                 |
| Joey Ramone    | Don't Worry About Me    | 2002                 |